# Daniela Hodrová
Daniela Hodrová, född 5 juli 1946 i Prag, död 30 augusti 2024 i Prag, var en tjeckisk författare och litteraturforskare. Hon var mest känd för romantrilogin Trýznivé město som är en skildring av staden Prag. År 2012 tilldelades hon Franz Kafka-priset.